# Colegio San Francisco de Asís (Cuzco)
El Colegio San Francisco de Asís es una institución educativa privada católica ubicada en la ciudad del Cusco, Perú. Esta administrada por la Orden Franciscana y fue fundada por el Rey Carlos II de España en el siglo XVII con el nombre de Colegio San Buenaventura. Actualmente imparte servicios educativos en nivel inicial, primario y secundario. Asimismo, gracias a un convenio firmado con el gobierno peruano, brinda educación pública de gestión privada en nivel inicial y primaria.

## Historia
El colegio fue fundado por real cédula del 8 de diciembre de 1691 expedida por el Rey Carlos II con el nombre de Colegio San Buenaventura. Su primer rector fue Fray Francisco de Ayeta OFM quien actuó con la colaboración del Obispo del Cusco, Monseñor Pedro de Ortega. El colegio empieza a funcionar en los terrenos de la orden y que ocupaban todo el lado sur de la actual Plaza San Francisco y en donde ya en 1572 el virrey Francisco de Toledo había ordenado que se construyera la Iglesia de San Francisco
En 1818, el virrey José de La Serna clausuró el colegio debido a que se había convertido en esos años en un sitio de expansión de las ideas liberales e independentistas. En 1827, parte de su local fue cedido en uso al Colegio Nacional de Educandas, y en 1842, ante el estado ruinoso del local donde se había fundado el antiguo Colegio de San Bernardo, entonces ya nombrado como Colegio de Ciencias y Artes tras la orden de Simón Bolívar, los frailes franciscanos cedieron el local que hasta hoy ocupa dicho colegio y que era de propiedad de la orden.
En el siglo XX, el colegio de reapertura en el antiguo local donde había funcionado anteriormente. El 31 de enero de 1919 el Padre Antonio Villanueva, Ministro Provincial de la Orden Franciscana del Perú, a solicitud de Fray Manuel María Paredes, concede licencia para que éste ocupe oficialmente los claustros e inició el funcionamiento del Jardín de la Infancia Franciscana. En esos años se abandona el primigenio nombre de San Buenaventura y asume la denominación de "San Francisco de Asís".

## Exalumnos notables
- Agustín Gamarra, presidente del Perú (1829-1833)
- Andrés de Santa Cruz, Protector del Perú (1836-1838)